# Gran Ferrocarril Central
El Gran Ferrocarril Central (nombre original en inglés: Great Central Railway, abreviado como GCR) se formó en Inglaterra cuando el Ferrocarril de Mánchester, Sheffield y Lincolnshire cambió su nombre en 1897, anticipando la apertura en 1899 de su Extensión a Londres. El 1 de enero de 1923, la empresa resultó agrupada de acuerdo con la Ley de Ferrocarriles de 1921, pasando a formar parte del Ferrocarril de Londres y del Noreste.

## Historia

### Nuevo nombre

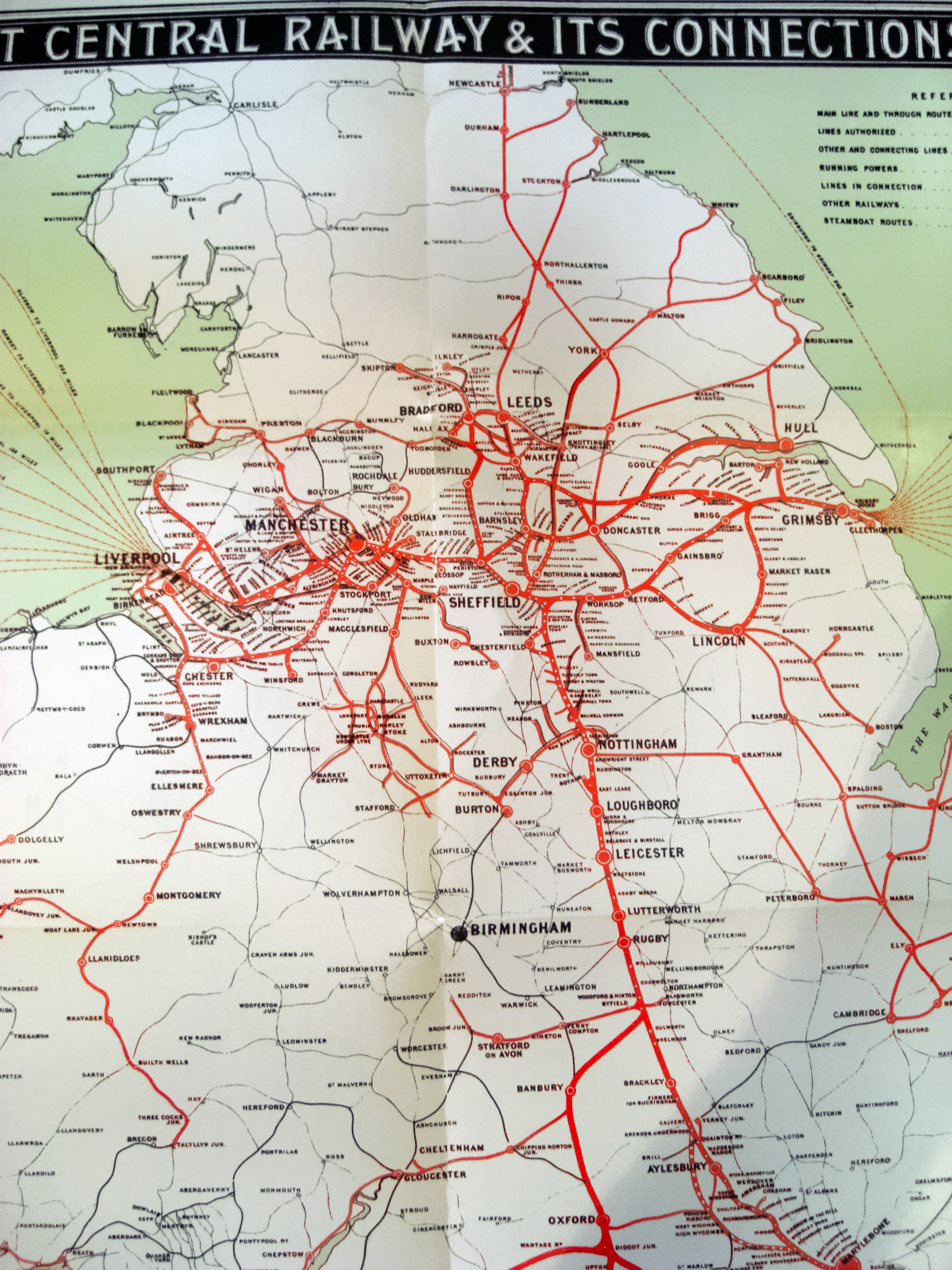
La red del GCR en 1903, que muestra la 'Extensión de Londres' y la 'Línea principal alternativa' propuesta. Las líneas rojas muestran las líneas del GCR y las líneas de propiedad/operadas conjuntamente por el GCR y otras empresas. Los trazos negros finos son líneas de otras empresas

Al asumir su nuevo nombre, el Gran Ferrocarril Central tenía una línea principal desde la Estación de Mánchester Piccadilly (pasando a través de Penistone, Sheffield Victoria, Brigg y Grimsby) hasta Cleethorpes. Un segundo trayecto salía de la línea en Penistone, dando servicio a Barnsley, Doncaster y Scunthorpe, antes de volver a unirse a la línea de Grimsby en Barnetby. Otras líneas unían Sheffield con Barnsley (a través de Chapeltown) y Doncaster (a través de Rotherham) y también con Lincoln y Wrawby Junction. Los ramales en el norte de Lincolnshire iban a Barton-upon-Humber y New Holland y daban servicio a las explotaciones de mineral de hierro en el área de Scunthorpe. En el área de Mánchester, las líneas se dirigían a Stalybridge y Glossop.
En la década de 1890, el MS&LR comenzó a construir sus líneas de Derbyshire,: 128  de acuerdo con la primera fase de su avance hacia el sur. Dejando su línea principal este-oeste en Woodhouse Junction, a unas 5½ millas al sureste de Sheffield, la línea se dirigió hacia Nottingham, una oportunidad de oro para aprovechar el tráfico minero en el norte del condado antes de llegar a la ciudad. Se construyó una línea circular para dar servicio a su estación en Chesterfield.: 152 

#### Escudo de armas
El Gran Ferrocarril Central fue el primer ferrocarril al que se le otorgó un blasón. Le fue concedido el 25 de febrero de 1898 por los Reyes de Armas de Garter, Clarenceux y Norroy como:

Una cruz de gules vaciada del campo de argén, entre dos alas en jefe de sable y otras tantas dagas erigidas, en la base de la segunda, en el centro un morrión alado en la tercera, sobre un jefe también de la segunda un palo de la primera y sobre ella ocho flechas formando una cruz de San Andrés rayada también de la tercera, entre el lado a diestra tres bandas realzadas y sobre la siniestra una flor de lis. Y para la cresta, sobre una guirnalda de colores, una representación de la parte delantera de una locomotora entre dos alas. El escudo está en el margen de este documento más claramente representado para ser llevado y utilizado para siempre por dicha Corporación de la Compañía del Gran Ferrocarril Central en sellos, emblemas, estandartes o de cualquier otro modo conforme a las Leyes de Armas

El diseño incluía elementos que representaban a Mánchester (gules... tres bandas realzadas... o); Sheffield (ocho flechas); Lincoln (gules... una flor de lis o); Leicester (dos alas); y Londres (Argenta... una cruz de gules... dagas erguidas). También estaba representado el dios del comercio Mercurio (un morrión alado [sable]). Se utilizó en locomotoras y vagones.
El Ferrocarril de Londres y del Noreste y la Comisión Británica de Transporte, sucesores del GCR, recibieron sus propias escudos incorporando el lema "Forward" (Adelante) del GCR.
La Compañía Limitada del Gran Ferrocarril Central (1976) (un ferrocarril patrimonial) solicitó al Colegio de Armas permiso para utilizar el escudo de armas del GCR como sucesores de la Comisión de Transporte Británica. Se propuso un nuevo diseño que incorporaba los mismos componentes del escudo de armas, actualizado al estilo moderno, pero fue rechazado a favor del original.

### La "Extensión a Londres"
El MS&LR obtuvo la preceptiva aprobación parlamentaria en 1893 para su Extensión a Londres.: 32  El 1 de agosto de 1897, el nombre del ferrocarril se cambió a Gran Ferrocarril Central. Las obras comenzaron en 1895 y la nueva línea, de 147 km de longitud, se abrió al tráfico de carbón el 25 de julio de 1898, al tráfico de pasajeros el 15 de marzo de 1899,: 132  y al tráfico de mercancías el 11 de abril de 1899. fue diseñado para correr a alta velocidad en todo momento.
Es un mito que la nomenclatura utilizada para la dirección de viaje en la nueva línea era la opuesta a la práctica ferroviaria estándar del Reino Unido, en el sentido de que los trenes que viajaban hacia Londres se denominaban trenes "descendentes" y los que viajaban desde la capital se denominaban trenes "ascendentes", lo que se supone que fue provocado porque la sede del GCR en ese momento estaba en Mánchester. La kilometración del Gran Central comenzaba en cero en la Estación de Mánchester en London Road y aumentaba por la línea principal a través de Woodhead, Sheffield Victoria, Woodhouse, y luego por la Extensión de Londres hasta Marylebone, situada a 205 millas de Mánchester.
Sin embargo, los documentos oficiales fechados el 21 de julio de 1898, que detallan el método de trabajo de los trenes de minerales en la Extensión de Londres (utilizados para ayudar a consolidar los nuevos terraplenes antes de que comenzara el tráfico de pasajeros en marzo de 1899), muestran claramente que la dirección de viaje en la nueva línea era la convencional: subían hacia Londres y bajaban hacia Annesley. Además, las descripciones contemporáneas en los periódicos de los trenes que circulan por la nueva línea son explícitas en cuanto a que los trenes de subida iban a Londres y los de bajada se alejaban de la capital. Eso hizo que el Gran Central fuera inusual entre los ferrocarriles británicos en el sentido de que sus trenes de bajada iban hacia su "poste de milla cero" y los trenes de subida se alejaban de él, pero se mantuvo la convención de trenes de subida y bajada en relación con Londres.

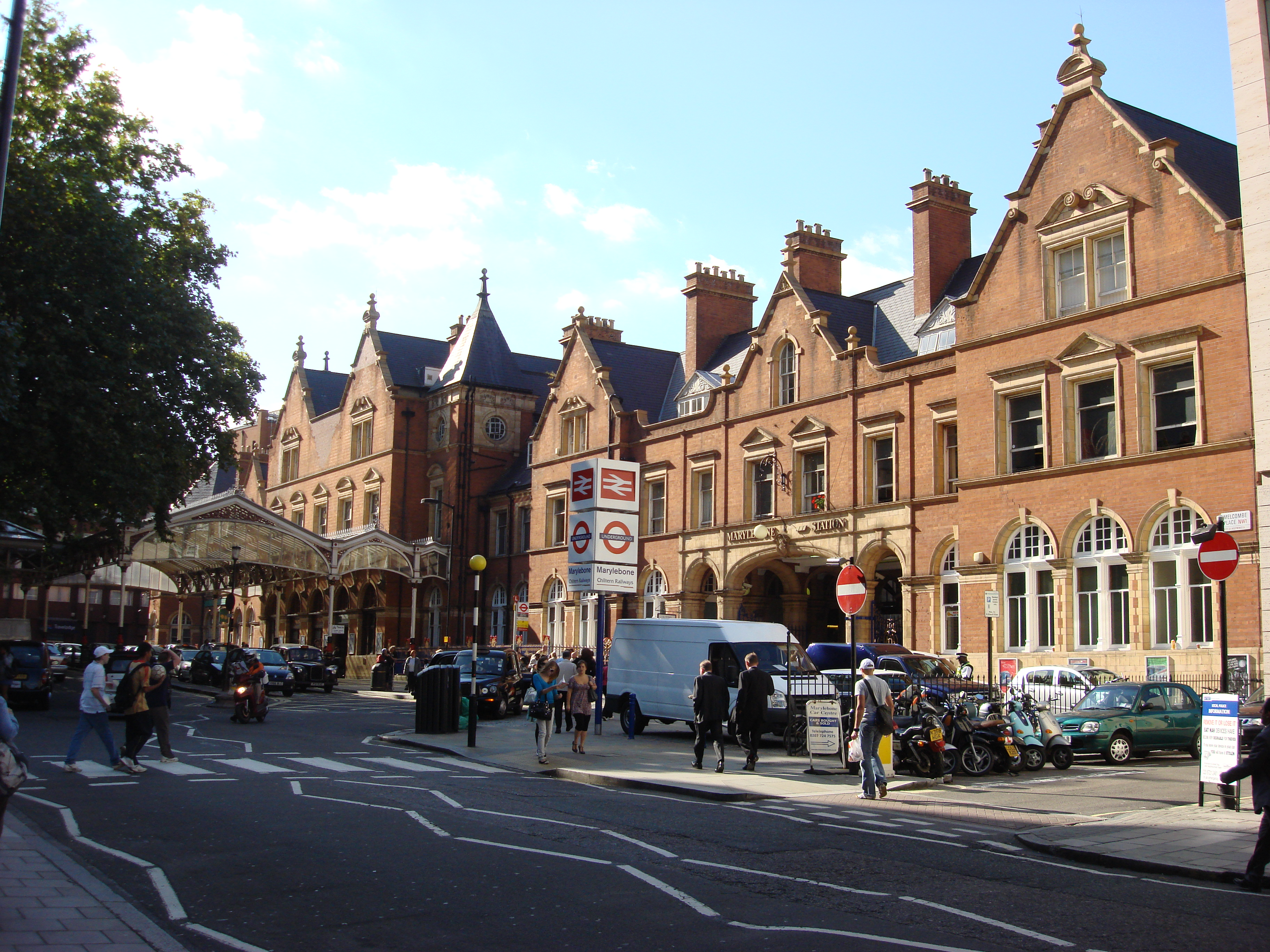
Fachada de la Estación de Marylebone

La nueva línea se construyó desde Annesley en Nottinghamshire para unirse a la extensión del Metropolitan Railway (MetR) a Quainton Road, donde la línea pasó a ser propiedad conjunta de MetR/GCR (después de 1903), retomando las vías del GCR en Canfield Place, cerca de Finchley Road, para completar la sección final hasta Marylebone. En 1903 se colocaron nuevas vías paralelas al Ferrocarril Metropolitano desde Harrow hasta la conexión al norte de Finchley Road, lo que permitió que la Estación de Marylebone recibiera más tráfico.

### Historia posterior
En 1902, la compañía introdujo un servicio expreso desde Bournemouth y Southampton hasta York y Newcastle upon Tyne. Un año más tarde, comenzó un recorrido rápido desde Dover y Folkestone a Leicester, Nottingham, Sheffield, Leeds, Huddersfield, Halifax, Bradford y Mánchester, evitando Londres y abriendo la costa sur a las Midlands y el norte de Gran Bretaña. La ruta de Banbury a Reading pasaba por la vía del Great Western y desde allí utilizaba la vía del ferrocarril del sudeste a través de Aldershot y Guildford hasta Redhill y luego hasta Folkestone y Dover.
Al mismo tiempo, el Gran Central estaba ganando reputación por su servicio rápido hacia y desde Londres. En mayo de 1903, la empresa promocionó sus servicios como Viaje rápido de lujo, y Sheffield sin escalas, adoptado el 1 de julio de 1903, se convirtió en una marca registrada de la empresa, recorriendo 163,75 millas (263,5 km) en tres horas, a un promedio de casi 55 millas por hora (88,5 km/h). Se dispusieron coches de deriva para los pasajeros de Leicester y Nottingham.
El 2 de abril de 1906, se abrió una ruta "línea principal alternativa" desde Grendon Underwood Junction cerca de Aylesbury hasta Neasden en el noroeste de Londres.: 33  La línea era compartida entre el GCR y el GWR entre Ashendon Junction y Northolt Junction. Fue construido para aumentar el tráfico en el GCR al superar las limitaciones de capacidad en la extensión metropolitana y como resultado de los desacuerdos entre el MetR y el GCR tras la renuncia de Sir Edward Watkin debido a problemas de salud. Cuando se construyó la línea, las empresas habían resuelto sus diferencias.
El 1 de enero de 1923, bajo los términos de la Ley de Ferrocarriles de 1921, el GCR se fusionó con varios otros ferrocarriles para crear el Ferrocarril de Londres y del Noreste.
La línea del GCR fue el último ferrocarril principal completo que se construyó en Gran Bretaña hasta que se inauguró la sección uno de la línea de alta velocidad Londres-Eurotúnel en 2003, y también fue una de las líneas ferroviarias intercity de vida más corta. Sin embargo, en sus primeros años, sus expresos Sheffield a vapor eran los más rápidos del país.

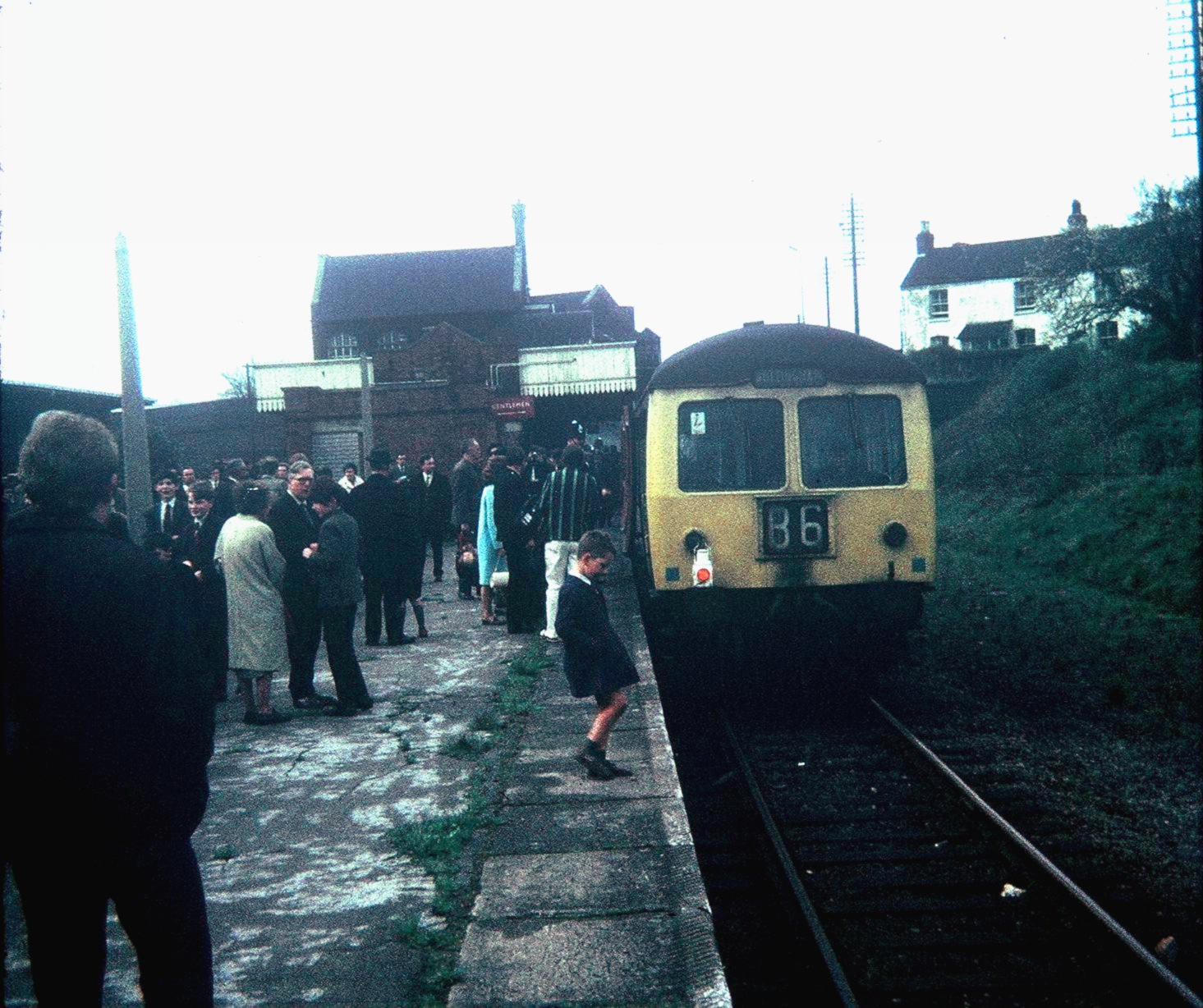
El último tren en Rugby Central, el 3 de mayo de 1969

## Cierre
Los servicios expresos desde Londres a destinos más allá de Nottingham se cancelaron en 1960.: 34  La línea se cerró a los trenes de pasajeros entre Aylesbury y Rugby el 3 de septiembre de 1966.: 34  Un servicio de unidades múltiples diésel funcionó entre Rugby Central y Nottingham Arkwright Street hasta su retirada el 3 de mayo de 1969.

### Conservación de la línea
Desde 1996, Chiltern Railways ha utilizado las líneas del Gran Central al sur de Aylesbury para los servicios locales a Londres, incluida la ruta alternativa al sur de Haddenham y las líneas ampliadas al sur de Neasden para su línea principal interurbana de Birmingham a Londres. En 2008, en un proyecto parcialmente financiado por Departamento de Transporte del Reino Unido, unas tres millas de la línea al norte de Aylesbury hasta Aylesbury Vale Parkway se volvió a utilizar para pasajeros. Ninguna de estas líneas está actualmente electrificada.
El trabajo comenzó en 2019 para desarrollar el Ferrocarril East West, que extenderá los servicios de pasajeros al norte de Aylesbury Vale Parkway a través de Quainton Road para encontrarse con una sección renovada de Bicester Village a Bletchley de la antigua 'Línea de Varsity' justo más allá del emplazamiento de la antigua estación de Calvert. Estaba previsto que los servicios comenzaran a mediados de la década de 2020.

## Adquisiciones
- El Ferrocarril de Lancashire, Derbyshire y la Costa Este (LD&ECR) se inauguró en 1897 para unir las cuencas carboníferas con los puertos de aguas profundas, y estaba destinado a funcionar desde Sutton-on-Sea en Lincolnshire hasta Warrington en Lancashire. Sin embargo, solo se construyó el tramo entre Pyewipe Junction, cerca de Lincoln y la Estación de Market Place de Chesterfield y algunos ramales. Fue comprado por el GCR el 1 de enero de 1907,[9] para proporcionar un mejor enlace entre la línea principal de Londres y la costa este.
- El Ferrocarril de Wrexham, Mold y Connah's Quay se compró el 1 de enero de 1905.
- El Ferrocarril del Norte de Gales y Liverpool se adquirió al mismo tiempo.
- El Ferrocarril de Wigan Junction se compró el 1 de enero de 1906, al igual que el Ferrocarril de Liverpool, St Helens & South Lancashire.[10]
- El Ferrocarril Ligero del Norte de Lindsey Scunthorpe a Whitton se abrió por completo el 1 de diciembre de 1910, siendo operado por el GCR. Llevaba pasajeros, aunque su carga principal era mineral de hierro.

## Operación conjunta
Aparte de los tres ramales en el área de Liverpool, las líneas del GCR en el norte de Inglaterra estaban todas al este de Mánchester, pero los trenes del GCR podían circular de costa a costa mediante el trabajo conjunto con otros ferrocarriles. Los más grandes de los utilizados de esta manera fueron los del Comité de Líneas de Cheshire: los otros participantes fueron el Ferrocarril de Midland y el Great Northern Railway, abarcando tanto a Liverpool como a Southport. Otras empresas conjuntas fueron (de oeste a este):
- El Ferrocarril de Mánchester, South Junction y Altrincham (RCG/LNWR)
- El Ferrocarril de Oldham, Ashton y Guide Bridge (RCG/LNWR)
- El Ferrocarril de Macclesfield, Bollington y Marple (GCR/NSR); incluyendo su ramal a Hayfield
- El Ferrocarril Conjunto del Sur de Yorkshire (GCR, GNR, Ferrocarril de Lancashire y Yorkshire, MR y Ferrocarril del Noreste)
- El Ferrocarril del Distrito de Sheffield (GCR y MidR)
- El Ferrocarril de West Riding y Grimsby (GCR/GNR), dando acceso a Wakefield y de ahí a Leeds
- El Ferrocarril Conjunto de Hull y Barnsley y Gran Central abierto en 1916 solo para tráfico de mercancías

También había líneas conjuntas en el sur:
- Comité de la Estación de Aylesbury Joint
- El Ferrocarril Conjunto Gran Oeste y Gran Central[11]
  - Ferrocarril del Empalme de Banbury
- Ferrocarril Conjunto Metropolitano y Gran Central[12]
  - Ferrocarril Conjunto de Watford

## Personas clave
Para aquellos que ocuparon el cargo antes de 1899, las fechas son las del MS&LR.

### Gerentes Generales
- 1886-1902  Sir William Pollitt (nombrado caballero en 1899, más tarde Lord Stuart of Wortley)
- 1902-1922 Sir Samuel Fay[11]: 348  (nombrado caballero en 1912)[13]

### Ingenieros de Locomotoras
- 1894-1900 Harry Pollitt[14]: 173
- 1900-1902 John George Robinson[15]

### Ingeniero Mecánico Jefe
- 1902-1922 John George Robinson, para quien se creó el puesto de Ingeniero Mecánico Jefe

## Locomotoras del GCR

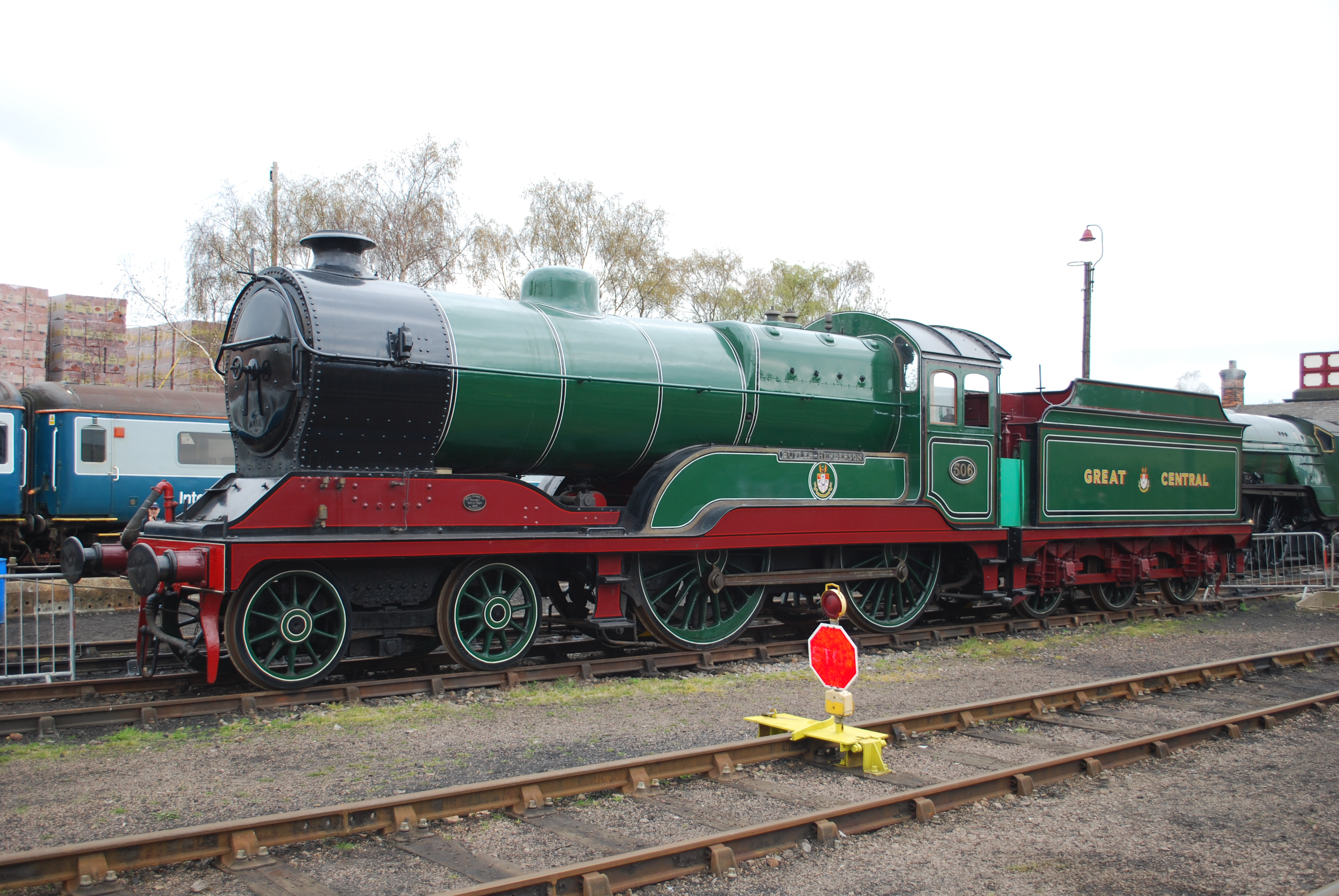
Butler-Henderson n.º 506, la única locomotora GCR Clase 11F conservada

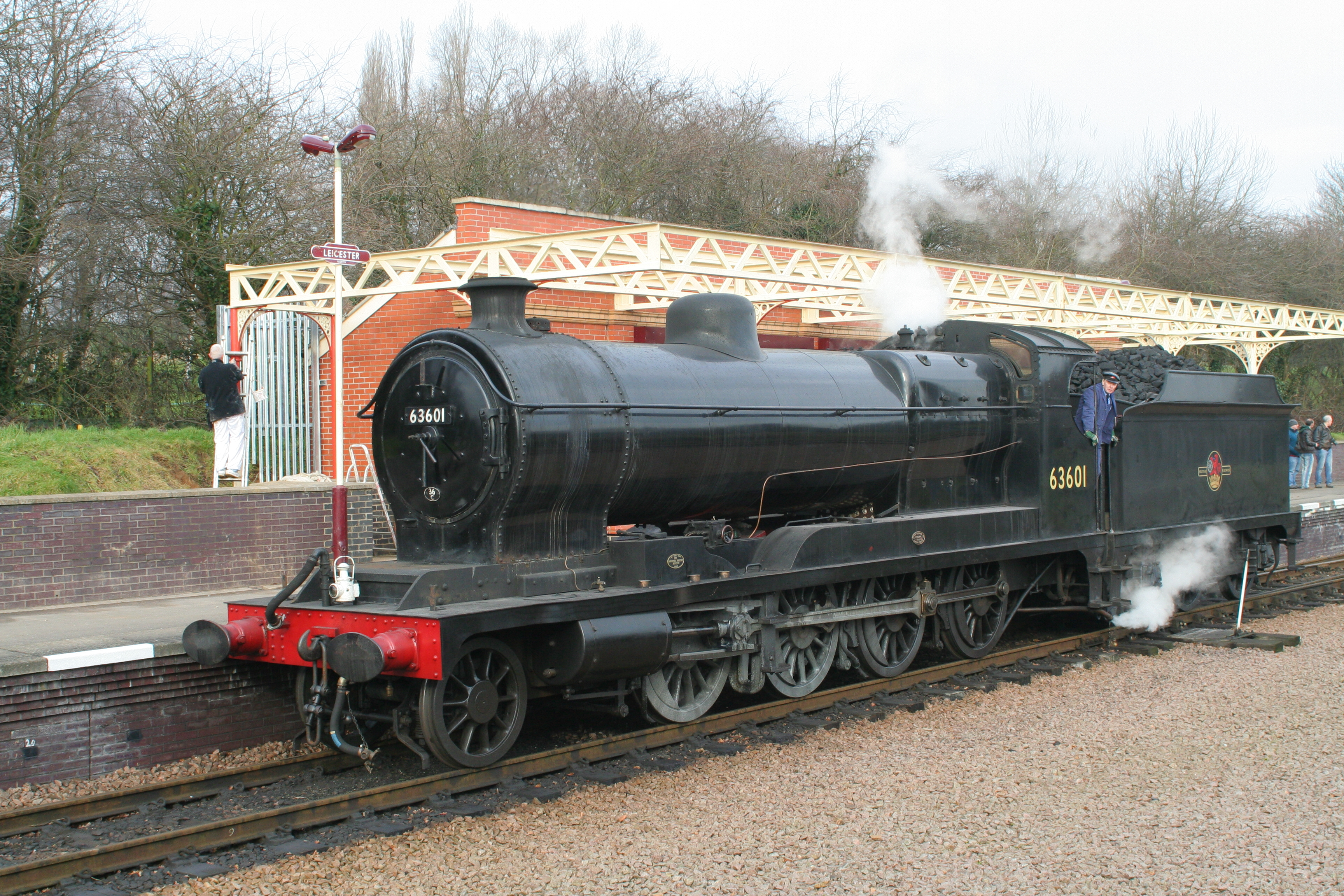
Locomotora n.º 63601, la única GCR Clase 8K preservada

Generalmente se pueden dividir en aquellas destinadas al transporte de pasajeros, especialmente las utilizadas en la Extensión de Londres, y aquellas dedicadas al transporte pesado de mercancías.
- Véase Locomotoras del Gran Ferrocarril Central

### Locomotoras de la etapa de Pollitt
Procedentes del MS&LR, eran principalmente locomotoras tanque de la clase F2, 2-4-2, y también de las clases D5 y D6 4-4-0.

### Locomotoras de la etapa de Robinson
Durante el mandato de Robinson, surgieron muchas de las locomotoras de pasajeros exprés más grandes:
- Clases B1-B9: locomotoras ténder 4-6-0
- Clases C4/5: locomotoras ténder 4-4-2
- Clases D9-11: locomotoras ténder 4-4-0
- Clase J13: 0-6-0T
- Clases L1/L3: 2-6-4T
- Clases O4/5: 2-8-0, locomotoras de carga pesada, incluidas las locomotoras ROD
- GCR Clase 8A (LNER Clase Q4) 0-8-0, locomotoras de carga pesada
- GCR Clase 8H (LNER Clase S1) 0-8-4T, utilizadas en el haz de vías de clasificación de Wath

#### Locomotoras conservadas
Solo se conservan dos locomotoras del GCR:
| Ferrocarril | Número y nombre      | Tipo o Clase         | Constructor | Número de Serie | Construida | Ruedas | Localización | Número    | Imagen |
| ----------- | -------------------- | -------------------- | ----------- | --------------- | ---------- | ------ | ------------ | --------- | ------ |
| GCR         | 63601 (BR)           | Clase 8K (LNER O4)   | GCR Gorton  |                 | 1911       | 2-8-0  | Loughborough | 1975-7027 |        |
| GCR         | 506 Butler Henderson | Clase 11F (LNER D11) | GCR Gorton  |                 | 1920       | 4-4-0  | Barrow Hill  | 1978-7030 |        |

En 2019, había planes para construir una réplica de una locomotora de vapor: una GCR Clase 2 4-4-0 (conocida como LNER Clase D7) numerada 567 en Ruddington.

### Coches de viajeros
Se conservan los siguientes coches del GCR:
| Número & Nombre | Descripción                                                                                | Historia & Estado actual | Librea                   | Propietario(s)                            | Fecha | Fotografía |
| --------------- | ------------------------------------------------------------------------------------------ | --- | ------------------------ | ----------------------------------------- | ----- | ---------- |
| n.º 946         | MSLR seis ruedas y 5 compartimientos de 3.ª clase                                          | Totalmente restaurado después de un largo proceso. Por lo general, en exhibición en el Museo Mountsorrel. | GCR Chocolate y Crema    | GCR Rolling Stock Trust                   | 1888  | ~          |
| n.º 373         | MSLR de seis ruedas y 3.ª clase                                                            | A la espera de una extensa restauración, la carrocería ha sido desmontada y almacenada | N/A                      | GCR Rolling Stock Trust                   | 1889  | ~          |
| n.º 1076        | Seis ruedas y 3.ª clase                                                                    | Construido por el MSLR para el MSJAR. Operativo, restaurado como salón abierto | GCR Chocolate & crema    | Centro del Ferrocarril de Buckinghamshire | 1890  |            |
| n.º 1663        | Coche compuesto con control de freno y lavabo, equipado con ventanales superiores Robinson | Solo se conserva la carrocería, aunque no sería sorprendente que pueda ser el coche del Gran Central más antiguo que se conserva. La carrocería está montada sobre el bastidor inferior de un antiguo LMS BG, que ahora se ha convertido en su chasis rodante permanente. | N/A.                     | GCR Rolling Stock Trust                   | 1903  |            |
| n.º 5~~         | Robinson de cercanías de 3.ª clase con control de freno                                    | La carrocería se conserva a buen recaudo, pero requerirá un bastidor inferior nuevo y un trabajo de restauración serio para volver al servicio | N/A.                     | GCR Rolling Stock Trust                   | 1905  |            |
| n.º 793         | Robinson de cercanías de 3.ª clase                                                         | Actualmente es el único automotor conservado del Gran Central del tramo sur. Almacenado por Swithland Sidings, su carrocería ha sido restaurada cosméticamente, lo que debería evitar un mayor deterioro                                                                  | GCR Chocolate & crema    | Great Central Railway Plc                 | 1905  | ~          |
| n.º 799         | Robinson de cercanías de 3.ª clase                                                         | A la espera de una restauración importante que requerirá la fabricación de una gran parte de carrocería nueva | N/A.                     | GCR Rolling Stock Trust                   | 1905  | ~          |
| n.º 228         | 'Barnum' abierto de 3.ª clase                                                              | En proceso de restauración en Ruddington. Se convertirá en un coche bar de primera clase a su debido tiempo | N/A.                     | GCR Rolling Stock Trust                   | 1910  |            |
| n.º 664         | 'Barnum' abierto de 3.ª clase                                                              | Se restaurará cuando se hayan construido más alojamientos. Se pretende convertirlo en un coche restaurante | Madera de teca barnizada | GCR Rolling Stock Trust                   | 1910  |            |
| n.º 666         | 'Barnum' abierto de 3.ª clase                                                              | Cubierto como protección contra los elementos. Se restaurará cuando se hayan construido más alojamientos y se haya completado el n.º 664. Se pretende convertirlo en un coche restaurante                                                                                 | N/A.                     | Museo Nacional del Ferrocarril            | 1910  |            |
| N.º 695         | 'Barnum' abierto de 3.ª clase con sistema de frenos                                        | Pendiente de restauración. Se prevé incorporar una cocina donde solía estar el extremo del sistema de frenos, por lo que complementará el resto del conjunto de Barnum | N/A                      | GCR Rolling Stock Trust                   | 1911  |            |
| N.º 652         | Coche de frenos de cercanías de 3.ª clase                                                  | Construido en 1916. Llegó a Quainton en 1997. La restauración comenzó mientras estaba en exhibición dentro del museo. Las puertas están dentro del coche, con numeración y letras del GCR                                                                                 | N/A.                     | Centro del Ferrocarril de Buckinghamshire | 1916  |            |

## Vagones

### Vagones y material remolcado de mercancías
| Número | Tipo                | Constructor               | Diagrama y n.º de lote | Construido | Localización                                                            |
| ------ | ------------------- | ------------------------- | ---------------------- | ---------- | ----------------------------------------------------------------------- |
|        | Refuerzo individual | Birmingham, Metro-Cammell |                        | 1920       | Shildon (disponible para ser transferido fuera de la colección en 2020) |

### Grúas
| Compañía original | Número | Tipo                 | Estado/Notas | Localización                              |
| ----------------- | ------ | -------------------- | --- | ----------------------------------------- |
| M&GCJR            | 1      | 4-ruedas grúa manual | Construido en 1914. Único vehículo ferroviario propiedad del M&GCJR. En restauración. El bastidor original no se puede usar de momento, por lo que un bastidor inferior de un coche del LMS está en su lugar. | Centro del Ferrocarril de Buckinghamshire |

## Estaciones principales
- Londres Marylebone
- Mánchester London Road
- Nottingham Victoria
- Sheffield Victoria
- Leicester Central
- Rugby Central

## Haz de vías de Wath
El patio de maniobras de Wath-upon-Dearne se inauguró en noviembre de 1907. Fue diseñado para manejar trenes de carbón, llenos y vacíos; se trabajaba con señalización electroneumática.

## Accidentes e incidentes
- El 30 de marzo de 1889, un tren de excursión descarriló en Penistone (Yorkshire) debido a un fallo en un eje de la locomotora que lo transportaba. Un tren correo chocó contra los restos del accidente anterior a baja velocidad. Una persona murió y 61 resultaron heridas.[39]
- El 23 de diciembre de 1904, un tren expreso de pasajeros descarriló en Aylesbury (Buckinghamshire), debido al exceso de velocidad en una curva. Otro tren expreso de pasajeros chocó contra los restos del accidente a baja velocidad. Cuatro personas murieron.[40]
- El 2 de febrero de 1908, el maquinista de un tren de mercancías estornudó, de forma que su cabeza chocó con la de su fogonero, dejándolos a ambos inconscientes. Debido al exceso de velocidad, un furgón del tren descarriló al acercarse a la estación de Notton y Royston (Yorkshire) y el tren rebasó las señales. Se descarriló por completo en Ryhill.[41]
- El 13 de diciembre de 1911, un tren de mercancías se escapó y descarriló en la estación de Wombwell Central, (Yorkshire). Los dos tripulantes de la locomotora murieron.[41]
- Alrededor de 1913, un tren de carbón descarriló en Torside (Derbyshire). La tripulación de la locomotora puede haber quedado afectada por el humo en el túnel de Woodhead.[42]

## Muelles

### Muelles de Grimsby
Grimsby, apodado el "puerto pesquero más grande del mundo" a principios del siglo XX, debía su prosperidad a las instalaciones del GCR y de su antecesor, el MS&LR. El carbón y la madera se encontraban entre sus mayores cargamentos. El puerto tenía dos muelles principales: el Alexandra Dock (llamado así por Alejandra de Dinamarca) y el Royal Dock que se completó en 1852, unido por el Union Dock. El área total de los muelles era de 104,25 acres (42 ha).

### Muelle de Immingham
Completado en 1912, este muelle cubría 71 acres (28,7 ha) y se ocupaba principalmente del movimiento de carbón. El 22 de julio de 2012, los muelles celebraron una jornada de puertas abiertas para celebrar sus 100 años de funcionamiento.

### Buques
El Gran Ferrocarril Central operaba varios barcos:
| Barco               | Botadura | Tonelaje (GRT) | Notas y referencias |
| ------------------- | -------- | -------------- | --- |
| SS Accrington       | 1910     | 1629           | Construido en 1910 por Earle's Shipbuilding en Hull. Vendido a Clayton y Davie Limited. |
| SS Ashton           | 1884     | 1007           | Construido en 1884 por E. Withy and Company, Hartlepool para el Ferrocarril de Mánchester, Sheffield y Lincolnshire. Vendido a Cadeby Steam Ship Company en 1916. |
| SS Barton           | 1891     | 123            | Un remolcador construido en 1891 por Hepple and Company para el Ferrocarril de Mánchester, Sheffield y Lincolnshire. Basado en Grimsby Docks. Desguazado en 1936. |
| SS Blackburn        | 1910     | 1634           | Construido en 1910 por Earle's Shipbuilding en Hull. Se hundió en una colisión con Rook frente a la costa de Norfolk en diciembre de 1910. |
| PS Brocklesby       | 1912     | 508            | Construido por Earle's Shipbuilding en Hull para el servicio de ferry de New Holland a Hull. Vendido en 1935 a Redcliffe Shipping Company y rebautizado como Highland Queen. Desguazado en 1936. |
| SS Bury             | 1911     | 1634           | Construido en 1910 por Earle's Shipbuilding en Hull. Desguazado en 1958. |
| SS Chester          | 1884     | 1010           | Construido en 1884 por E. Withy and Company, Hartlepool para el Ferrocarril de Mánchester, Sheffield y Lincolnshire. Hundido en el río Elba en septiembre de 1910. |
| SS Chesterfield     | 1913     | 1013           | Construido en 1913 por Swan Hunter. Perdido en 1918. |
| PS Cleethorpes      | 1903     | 302            | Construido por Gourlay Brothers of Dundee para el servicio de ferry de New Holland a Hull. Vendido alrededor de 1934 a Redcliffe Shipping Company y rebautizado como "Cruising Queen". Desguazado poco después. |
| SS City of Bradford | 1903     | 1341           | Con City of Leeds, estos fueron los primeros nuevos barcos encargados por el Gran Ferrocarril Central. Construido por Earle's Shipbuilding en Hull. Pasó a LNER en 1923 y Associated Humber Lines en 1935. pero se encontró que superaba los requisitos. Vendido en 1936 a Near East Shipping Co, Londres y rebautizado como Hanne. El buque fue bombardeado y hundido frente a Malta en febrero de 1942. |
| SS City of Leeds    | 1903     | 1341           | Con City of Bradford, estos fueron los primeros barcos nuevos ordenados por Great Central Railway. Construido por Earle's Shipbuilding en Hull. Pasó a LNER en 1923 y Associated Humber Lines en 1935. Desguazado en 1937 |
| SS Dewsbury         | 1910     | 1631           | Construido en 1910 por Earle's Shipbuilding en Hull. Desguazado en 1959. |
| PS Grimsby          | 1888     | 351            | Construido en 1888 por Earle's Shipbuilding en Hull para el Ferrocarril de Mánchester, Sheffield y Lincolnshire. Encargado para el servicio de ferry de New Holland a Hull. Desguazado en 1923. |
| SS Huddersfield     | 1872     | 221            | Construido en 1872 por J Elder de Fairfield. Naufragado en 1903. |
| SS Immingham        | 1906     | 2009           | Construido en 1906 por Swan Hunter en Newcastle. Hundido en servicio de guerra en 1916. |
| PS Killingholme     | 1912     | 508            | Construido por Earle's Shipbuilding en Hull para el servicio de ferry de New Holland a Hull. Retirado en 1934. |
| SS Leicester        | 1891     | 1002           | Construido por Earle's Shipbuilding en Hull. Pérdida de guerra en 1916. |
| SS Lincoln          | 1883     | 1075           | Construido en 1883 por Earle's Shipbuilding en Hull para el Ferrocarril de Mánchester, Sheffield y Lincolnshire. Vendido en 1914 a propietarios griegos y rebautizado como Elikon. Hundido el 2 de febrero de 1917. |
| SS Lutterworth      | 1891     | 1002           | Construido por Earle's Shipbuilding de Hull para el Ferrocarril de Mánchester, Sheffield y Lincolnshire. Ingresó al servicio de Grimsby a Hamburgo. Adquirido por LNER en 1923. Sirvió hasta 1932 cuando lo vendió a British and Irish Steam Packet Company y fue desguazado al año siguiente. |
| SS Macclesfield     | 1914     | 1018           | Construido en 1914 por Swan Hunter. Transferido a Associated Humber Lines. Desguazado en 1958. |
| PS Manchester       | 1876     | 221            | Construido en 1876 por Goole Engineering and Shipbuilding Company para el Humber Ferry Service. Desguazado en 1914. |
| SS Marple           | 1888     | 104            | Construido en 1888 por Earle's Shipbuilding en Hull para el Ferrocarril de Mánchester, Sheffield y Lincolnshire. Utilizado como remolcador y auxiliar en Grimsby e Immingham. Transferido a LNER en 1923. Vendido a Tees Towing Company en 1947. |
| SS Marylebone       | 1906     | 2074           | Construido en 1906 por Cammell Laird, Birkenhead. Vendido en 1932 a Tramp Shipping Development Company. Renombrado Velos, Arafat y Velos. Desguazado en Italia en 1938. |
| SS Northenden       | 1886     | 843            | Construido en 1886 por Swan Hunter en Newcastle para el Ferrocarril de Mánchester, Sheffield y Lincolnshire. Vendido a Progress Company de West Hartlepool en 1909. |
| SS Nottingham       | 1891     | 1033           | Construido por Swan Hunter para el Ferrocarril de Mánchester, Sheffield y Lincolnshire. Entró en servicio cuando se entregó con sus hermanos Lutterworth y Staveley en la ruta Grimsby-Hamburgo, pero se transfirió a la ruta Grimsby-Róterdam en 1897. Sirvió como buque de suministro naval entre 1915 y 1918 y cambió su nombre. a HMS Notts. Tras la remodelación en 1919, volvió a entrar en el servicio comercial y recuperó su nombre original de "Nottingham". Adquirido por el LNER en 1923 y en servicio hasta su desguace en 1935. |
| SS Oldham           | 1888     | 846            | Botado en 1888 y entregado en 1889 por Earle's Shipbuilding de Hull para el Ferrocarril de Mánchester, Sheffield y Lincolnshire. Se utilizó para el servicio de Grimsby a Esbjerg. Vendido a propietarios griegos en 1913 y rebautizado como Eleftheria. |
| SS Retford          | 1883     | 951            | Construido en 1883 por Earle's Shipbuilding en Hull para el Ferrocarril de Mánchester, Sheffield y Lincolnshire. Vendido en 1910. |
| SS Sheffield        | 1877     | 644            | Construido en 1877 por J. Elder para el Ferrocarril de Mánchester, Sheffield y Lincolnshire. Vendido en 1910 a propietarios turcos y rebautizado como Seyyar. |
| SS Staveley         | 1891     | 1034           | Construido por Swan Hunter en Newcastle upon Tyne para el Ferrocarril de Mánchester, Sheffield y Lincolnshire. Entró en servicio con sus hermanos Nottingham y Lutterworth en la ruta Grimsby-Hamburgo. Adquirido por LNER en 1923, continuó en servicio hasta que se vendió a la British and Irish Steam Packet Company en 1932. Fue desguazado un año después por Thos.W.Ward en Preston. |
| SS Stockport        | 1911     | 1637           | Construido en 1910 por Earle's Shipbuilding en Hull. Hundido en febrero de 1943. |
| SS Warrington       | 1886     | 840            | Construido en 1886 por Swan Hunter en Newcastle para el Ferrocarril de Mánchester, Sheffield y Lincolnshire. Encalló en South Hasborough Sands en diciembre de 1903 y se perdió. |
| SS Wrexham          | 1902     | 1414           | Construido en 1902 como Nord II, fue adquirido por el Gran Ferrocarril Central en 1905. Hundido en servicio de guerra en 1919. |

## Museo de Immingham
El museo de Immingham, que retrata el papel del Gran Ferrocarril Central en la construcción de los muelles y la construcción de la red ferroviaria local, alberga el archivo de la Sociedad del Gran Ferrocarril Central. El museo está ubicado en el Centro Cívico, Pelham Road, Immingham y está abierto de 13:00 a 16:00, de miércoles a sábado entre marzo y noviembre.